# Taurotragus
Genre
Taurotragus est un genre de bovin dont les espèces sont appelées élands.

## Liste des espèces
Selon Catalogue of Life (24 juin 2013) :
- Taurotragus derbianus (Gray, 1847) — Éland géant.
- Taurotragus oryx (Pallas, 1766) — Éland.